# Nicoten
nicoten（ニコテン）は、東京出身の3人組ロックバンド。

## 概要
全員1990年生まれのスリーピースバンド。21世紀型でありながら、どこか懐かしさを感じる新しいポップ・ミュージックが彼らの原点。
都内を拠点にそれぞれ異なる音楽活動を行ってきたメンバーが互いの才能に惹かれあい、2010年結成。以来、ライブハウスを中心に活動を展開しながら楽曲のレパートリーを増やし、その方向性を研ぎ澄ませる。
2010年末、ROCKIN’ON JAPAN主催のWEBコンテスト「RO69 JACK 10/11」にエントリー、「トビウオ」にて入賞を果たす。翌2011年、四季にあわせて計4枚リリースしたライブ会場限定デモストレーションCDは軒並み完売、リリース時には下北沢SHELTERにて自主イベントを企画・開催し、いずれも大盛況に終わる。
2012年7月、初の全国流通ミニアルバム「メトロナポリタン」をリリース。
2013年期待のニューアーティストをiTunesがレコメンドする 「iTunes New Artists 2013」にも抜擢される。
都会に生きる若者の心情をすくい取るゆるふわで等身大の歌詞、清涼感溢れる宮田の印象的なボーカル、多彩なアレンジセンスが光るポップ＆キャッチーなnicotenワールドは、さらなる輝きへと進化を遂げていく。
2018年よりネットラジオ「nicotenの30分だけくださいっていう...」を配信開始。

## メンバー

### 現メンバー
- 宮田航輔（みやた こうすけ／Kousuke Miyata、1990年7月28日 - ）
  - ボーカル / ギター
- 廣瀬成仁（ひろせ なりひと／Narihito Hirose、1990年6月8日 - ）
  - ベース
  - ひろせひろせとしてフレンズのメンバーとしても活動
- 岡田一成（おかだ かずなり／Kazunari Okada、1990年12月13日 - ）
  - ドラムス

### 旧メンバー
- 古屋大地（Gt）
  - ギター

## 略歴
2010年
宮田航輔（Vo&Gt）・古屋大地（Gt）・廣瀬成仁（Ba）・岡田一成（Dr）の4人で活動を開始。
2013年
メジャーデビュー。
iTunes「NEW ARTISTS 2013」選出。
SPACE SHOWER Music Video Awardsで「アルドレア‥」が優秀作品に選ばれる。
2015年
1stアルバム「アンシャンテリーゼ」をリリース。
2016年
2ndアルバム「nicoten」を自主レーベル「BITANSAN.inc」よりリリース。
2018年
四季連続配信シングル第一弾「ハルノヒカリ」リリース。

## ディスコグラフィー

### シングル
|      | 発売日        | タイトル                  | 収録曲                    | 備考     |
| ---- | ------------- | ------------------------- | ------------------------- | -------- |
| 1st  | 2015年1月21日 | 涙をふきなよ              | 涙をふきなよ              | 配信限定 |
| 2nd  | 2015年2月18日 | 真夜中特急ノスタル号      | 真夜中特急ノスタル号      | 配信限定 |
| 3rd  | 2015年3月4日  | さよならは云わない        | さよならは云わない        | 配信限定 |
| 4th  | 2016年1月9日  | 半径6センチメートルの世界 | 半径6センチメートルの世界 | 配信限定 |
| 5th  | 2016年2月19日 | テレパシー                | テレパシー                | 配信限定 |
| 6th  | 2016年3月30日 | 杏仁豆腐の逆襲            | 杏仁豆腐の逆襲            | 配信限定 |
| 7th  | 2018年4月13日 | ハルノヒカリ              | ハルノヒカリ              | 配信限定 |
| 8th  | 2018年7月28日 | 潜空                      | 潜空                      | 配信限定 |
| 9th  | 2018年9月22日 | クレーター                | クレーター                | 配信限定 |
| 10th | 2018年12月8日 | ロールプレイングゲーム    | ロールプレイングゲーム    | 配信限定 |

## ミュージックビデオ
| 監督       | 曲名                                                     |
| 田中のぞみ | 「ふわふわ」                                             |
| 中村浩紀   | 「アルドレア‥ (short version)」 「Exit (short version)」 |
| 荒明俊昭   | 「サイダーの泡」                                         |
| 中野敬久   | 「1.2.3」                                                |
| 加藤マニ   | 「ハルノヒカリ」                                         |

## 楽曲提供
| アーティスト名       | 曲名                       | 担当                       | リリース年 |
| -------------------- | -------------------------- | -------------------------- | ---------- |
| A.B.C-Z              | JOYしたいキモチ            | 作曲(廣瀬)作詞(岡田)       | 2018       |
| A.B.C-Z              | GAME OVER!!!               | 作詞(宮田)                 | 2020       |
| A.B.C-Z              | チューインラブ             | 作詞(宮田)                 | 2020       |
| A.B.C-Z              | 宇宙旅行                   | 作詞(宮田)                 | 2024       |
| グッバイフジヤマ     | ぼーいふれんど             | 作曲(廣瀬・共作)           | 2017       |
| CUBERS               | 妄想ロマンス               | 作曲(廣瀬)                 | 2019       |
| CUBERS               | ＹＥＡＨ！僕らは変わらない | 作曲(廣瀬)                 | 2020       |
| Silent Siren         | Letter                     | 作曲(廣瀬)                 | 2019       |
| SHE IS SUMMER        | あれからの話だけど         | 作曲(廣瀬)                 | 2017       |
| SHE IS SUMMER        | 待ち合わせは君のいる神泉で | 作曲(廣瀬)                 | 2017       |
| SHE IS SUMMER        | 君をピカソの目でみたら     | 作曲(廣瀬)                 | 2019       |
| 椎名ぴかりん         | 土下座ロード第一章         | 作曲(岡田)                 | 2016       |
| 椎名ぴかりん         | 土下座ロード第二章         | 作曲(岡田)                 | 2016       |
| 末吉9太郎(CUBERS)    | 顔面国宝！それなー         | 作曲(廣瀬)                 | 2020       |
| 末吉9太郎(CUBERS)    | 全力それな                 | 作曲(廣瀬)                 | 2020       |
| 末吉9太郎(CUBERS)    | それなの歌                 | 作曲(廣瀬)                 | 2020       |
| 末吉9太郎(CUBERS)    | 推し肌恋しい               | 作曲(廣瀬)                 | 2020       |
| Sexy Zone            | ぎゅっと                   | 作曲(廣瀬)作詞(宮田・共作) | 2017       |
| Sexy Zone            | PEACH!                     | 作詞(宮田)                 | 2018       |
| Sexy Zone            | 会いたいよ                 | 作曲(廣瀬)                 | 2018       |
| Sexy Zone            | Never lie to me            | 作詞・共作曲(岡田)         | 2021       |
| TEAM SHACHI          | わたしフィーバー           | 作曲(廣瀬)                 | 2019       |
| 西恵利香             | 誰よりも素敵な             | 作曲(廣瀬)                 | 2017       |
| 森山ほのみ           | FRIENDS                    | 作曲(廣瀬・共作)           | 2018       |
| ラズベリーレモネード | くるくるミラクル           | 作曲(廣瀬)                 | 2015       |

## タイアップ
| 曲名         | タイアップ                                             |
| ------------ | ------------------------------------------------------ |
| Oh! Summer!! | セイコーマート「スタッセン・シードルシトラス」CMソング |

## 出演

### ワンマンライブ・主催イベント
- 主催ツアーについて記載

### 出演イベント
- 2012年10月14日 - MINAMI WHEEL 2012
- 2012年10月20日 - SHINKIBA JUNCTION 2012 ～ファン感謝でー
- 2012年11月01日 - LIVE! TOWER RECORDS 「Zepp! Step! SMA!」
- 2012年11月04日 - shimokita round up5
- 2013年05月09日 - LOVE TUNES! VOL.1@WWW.～NEW ARTISTS 2013 SHOWCASE LIVE～
- 2013年08月17日 - RockDaze! showcase'13 summer
- 2013年08月30日 - ロックロックこんにちは! Ver.17 ～五・七・五～
- 2013年10月05日 - MEGA☆ROCKS 2013
- 2013年10月14日 - MINAMI WHEEL 2013
- 2013年12月13日 - KOBE NEXT GENERATION vol.6
- 2013年12月22日 - Acita presents 『だれかが見てた夢のつづき』
- 2014年02月21日 - アブナイト vol.2
- 2014年03月24日 - Monsters Of JAProck presents"Dellapalooza"『アイフィールイッチー』
- 2014年04月05日 - Yuya Tsuji Presents ETERNAL ROCK CITY.2014
- 2014年04月17日 - JANUS風呂 壱、～即効火傷編～
- 2014年06月07日 - SAKAE SP-RING 2014
- 2014年06月23日 - AFTER SCHOOL OF ROCK!TSUYU!
- 2014年06月25日 - HAPPY Tour 2014 Wake up, Lucy!!!!!
- 2014年07月10日 - 神戸VARIT.10th Anniversary「平成2年の会」
- 2014年09月10日 - 繋がり、響く夜
- 2014年10月12日 - MINAMI WHEEL 2014
- 2014年10月18日 - nicoten×BAR THE LOFT presents「ニコバザール3」
- 2014年11月06日 - AFTER SCHOOL OF ROCK!
- 2015年01月19日 - NEXT KOBE!!!
- 2015年01月21日 - 繋がり、響く夜
- 2015年04月01日 - SMA40周年記念ファイナルイベント フリーライブ「みんなとうた」
- 2015年06月12日 - サンドクロックpresents"RELEASEPARTY Pop Noodle" ～nicoにこサンド～
- 2015年06月24日 - AFTER SCHOOL OF ROCK!
- 2015年07月12日 - MOSHIMO presents 「末っ子長男姉ひとり」 〜もしも僕らがバンドを組んだなら編〜
- 2015年08月25日 - 繋がり、響く夜
- 2015年08月27日 - AFTER SCHOOL OF ROCK!

### ラジオ
| 放送局      | 番組名                    | 放送時間               | 放送期間       |
| ----------- | ------------------------- | ---------------------- | -------------- |
| FM Yokohama | two dots radio            | 毎週月曜日0:00 - 0:30  | 現在は放送終了 |
| FM FUKUOKA  | nicotenの慣れない夜更かし | 毎週火曜日25:00～25:30 | 現在は放送終了 |

#### インターネットラジオ
- 「nicotenの30分だけくださいっていう...」毎月25日配信